# Muscardinus cyclopeus
Muscardinus cyclopeus — вимерлий вид гризунів родини вовчкових (Gliridae).

## Поширення
Цей вид ліскульок був виявлений в Іспанії. Він жив у епоху пліоцену.